# (100779) 1998 FJ53
(100779) 1998 FJ53 es un asteroide perteneciente al cinturón de asteroides descubierto el 20 de marzo de 1998 por el equipo del Lincoln Near-Earth Asteroid Research desde el Laboratorio Lincoln, Socorro, Nuevo México, Estados Unidos.

## Designación y nombre
Designado provisionalmente como 1998 FJ53.

## Características orbitales
1998 FJ53 está situado a una distancia media del Sol de 2,248 ua, pudiendo alejarse hasta 2,522 ua y acercarse hasta 1,974 ua. Su excentricidad es 0,121 y la inclinación orbital 6,337 grados. Emplea 1231,40 días en completar una órbita alrededor del Sol.

## Características físicas
La magnitud absoluta de 1998 FJ53 es 16,3. 